# Schlacht bei Sedan (1940)
Schlacht um die Niederlande

Maastricht – Mill – Den Haag – Rotterdam – Zeeland – Grebbeberg – Afsluitdijk – Bombardierung von Rotterdam
Invasion von Luxemburg

Schusterlinie
Schlacht um Belgien

Fort Eben-Emael – K-W-Linie – Dyle-Plan – Hannut – Gembloux – Lys
Schlacht um Frankreich

Ardennen – Sedan – Maginot-Linie – Weygand-Linie – Arras – Boulogne – Calais – Dünkirchen (Dynamo – Wormhout) – Abbeville – Lille – Paula – Fall Rot – Aisne – Westalpen – Cycle – Saumur – Lagarde – Aerial – Fall Braun
Die Schlacht bei Sedan (auch „Panzerdurchbruch bei Sedan“; französisch «percée de Sedan» = Durchbruch bei Sedan) war eine entscheidende Schlacht des Westfeldzugs im Zweiten Weltkrieg, die vom 13. bis zum 15. Mai 1940 stattfand. Sie war der wichtigste Teil des deutschen Planes zur Einkreisung der alliierten Armeen in Belgien und im Nordosten Frankreichs (Sichelschnittplan). Die deutsche Heeresgruppe A überquerte hier mit dem XIX. Armeekorps unter General Heinz Guderian die Maas, um tief nach Nordwesten in Richtung Ärmelkanal vorzustoßen und so den gemäß Dyle-Plan nach Belgien vorgerückten Alliierten in den Rücken zu fallen.

## Vorgeschichte
Der am 10. Mai begonnene Angriff der Heeresgruppe A durch die Ardennen unter der völkerrechtswidrigen Missachtung der Neutralität der betroffenen Länder Luxemburg und Belgien war bis dahin weitgehend gemäß dem deutschen Feldzugsplan verlaufen. Die Panzergruppe Kleist war gegen den Widerstand von zwei Divisionen belgischer Ardennenjäger durch das bewaldete Hochland durchgebrochen und hatte auch die zur Verstärkung entsandten französischen Kavallerieverbände am 12. Mai zur Aufgabe ihrer Verteidigungslinie an der Semois und zum Rückzug hinter die Maas gezwungen. Am selben Abend erreichten die ersten Einheiten von Guderians Korps die Maas bei Sedan, kurz nachdem die letzten französischen Einheiten den Fluss überquert hatten und die Brücken gesprengt worden waren.
Früher am Tag hatten der Befehlshaber der Panzergruppe Ewald von Kleist und Guderian bei einem Treffen die Angriffe des nächsten Tages besprochen. Da die Masse der Artillerie Guderians noch in den Ardennen feststeckte, war man zur Vorbereitung des Angriffs über den Fluss auf die Unterstützung der Luftwaffe angewiesen. Zusammen mit dem Kommandierenden General des II. Fliegerkorps Bruno Loerzer hatte Guderian einen Angriffsplan ausgearbeitet, der aufeinanderfolgende Wellen von Luftangriffen auf die französischen Stellungen vorsah. Der Sturm über den Fluss sollte erst am Nachmittag beginnen, da Guderian abwarten wollte, bis seine zurückhängende 2. Panzer-Division in Position gegangen war.

## Verlauf
Der Angriff der Luftwaffe im Bereich der Panzergruppe Kleist am 13. Mai 1940 wurde mit der Masse der Luftflotte 3 und Teilen der Luftflotte 2 ausgeführt; davon waren allein 300 zweimotorige Bomber und 200 Stukas bei Sedan eingesetzt. Durch die gezielten, dauerhaften Bombardierungen, die schon am Morgen begannen und kurz vor dem Angriff der Bodentruppen am Nachmittag ihren Höhepunkt erreichten, brach die psychologische Widerstandskraft der französischen Verteidiger des hier eingesetzten X. Korps (55. und 71. Infanterie-Division, 3. Nordafrikanische Division). Hauptziel der Angriffe war die an der Maas-Schleife und rund um Sedan eingesetzte 55. Infanterie-Division, eine Division der Kategorie B (Reservisten älter als 30 Jahre), die in den Monaten vor dem Angriff kaum Gefechtsausbildung bekommen hatte, da der französische Oberbefehlshaber, Marschall Gamelin, hier nicht mit einem deutschen Angriff rechnete („Die Ardennen sind für Panzer unpassierbar!“). Bei den Luftangriffen wurden vor allem die offen verlegten Kabel der französischen Feldfernsprecher zerstört, wodurch die vordersten Verbände keinen Kontakt mehr zu ihren Kommandeuren hatten und somit ein koordinierter Abwehrkampf nicht mehr möglich war. Auch waren die Bunker im Abschnitt Sedan zum großen Teil noch im Rohbau, viele Bunker hatten weder Türen noch verschließbare Schießscharten. Selbst das Anlegen von Minenfeldern hatten die Franzosen unterlassen, obwohl sie knapp 1000 Minen zur Verfügung hatten. Diese wurden später von deutschen Truppen in einem Depot entdeckt.
Um 16 Uhr begann das XIX. Armeekorps, gedeckt durch die Luftangriffe von Stukas und Bombern, mit dem Angriff über die Maas. Die 1. Panzer-Division unter Friedrich Kirchner mit unterstelltem Infanterie-Regiment „Großdeutschland“ (Gerhard Graf von Schwerin) griff im Zentrum an, die 2. Panzer-Division unter Rudolf Veiel weiter westlich bei Donchery und die von Ferdinand Schaal befehligte 10. Panzer-Division weiter südöstlich durch die südlichen Vororte Sedans. Der Schwerpunkt des Angriffs lag bei der 1. Panzer-Division im Zentrum, wo die Franzosen eine durch eine Flussschleife gebildete Landzunge aufgrund ihrer exponierten Lage evakuiert hatten. Da die Franzosen alle Brücken über die Maas gesprengt hatten, mussten die angreifenden Sturmpioniere und Infanteristen mit Schlauchbooten übersetzen. Nachdem drei relativ kleine Stoßtrupps erste Breschen in die Verteidigungsstellungen geschlagen hatten, stieß das Schützen-Regiment 1 der 1. Panzer-Division, geführt von Oberstleutnant Hermann Balck, weiter vor und durchbrach letztlich auch die weiteren Auffanglinien der Franzosen. Mit der Einnahme der Höhe 301 (La Boulette) gegen 22 Uhr war der Durchbruch endgültig gelungen. Gegen 19 Uhr war die erste 12-t-Fähre fertiggestellt und setzte sofort einige Panzerabwehrkanonen, Infanteriegeschütze und Spähpanzer über, bevor mit dem Bau der Pontonbrücke bei Floing begonnen wurde. Diese Kriegsbrücke wurde gegen 0:20 Uhr fertiggestellt. Um etwa 7:30 Uhr rollten die ersten Panzer über die Maas. In der Nacht war der Angriff der deutschen Infanterie wegen völliger Erschöpfung der Soldaten zum Stillstand gekommen.

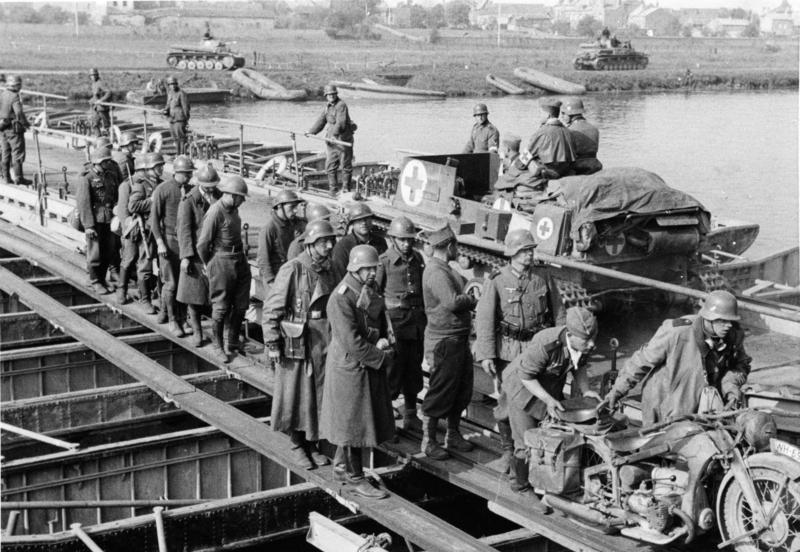
Deutsche Pontonbrücke über die Maas in Floing nahe Sedan

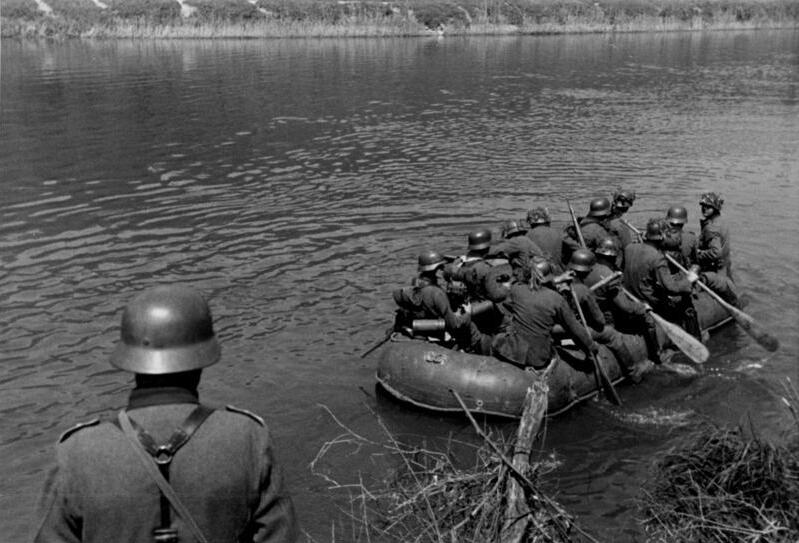
Deutsche Soldaten überqueren in einem Schlauchboot die Maas – 14. Mai 1940

Ein Gegenangriff der Reserve des französischen X. Korps unterblieb, weil aufgrund einer fehlerhaft weitergegebenen Meldung eines französischen Artillerieoffiziers eine Massenpanik („Panik von Bulson“) unter den Franzosen ausbrach. In der falschen Annahme, die deutschen Panzer würden bereits Bulson (rund acht Kilometer südlich von Sedan) angreifen, gab der Befehlshaber der französischen Korpsartillerie gegen 18 Uhr den voreiligen Rückzugsbefehl. Daraufhin kam es zu besagter Panik, die rasch auf andere Truppenteile übergriff und schließlich zu einer wilden Flucht großer Teile der 55. Division führte, die sich im Strudel der Panik fast völlig auflöste. Die Panik sprang auf die rechts benachbarte 71. Division über. Durch die fliehenden Soldaten wurde der Vormarsch der Korpsreserve aufgehalten und der Gegenangriff um etliche Stunden verzögert.
Gegen sieben Uhr am 14. Mai begann die linke Angriffsgruppe, bestehend aus dem französischen Infanterieregiment 213 und dem Panzerbataillon 7, auf der Achse Chémery und Maisoncelle den Gegenangriff Richtung Norden auf Sedan. Die rechte Angriffsgruppe, gebildet aus dem Infanterieregiment 205 und dem Panzerbataillon 4, hatte aufgrund der Panik noch nicht aufgeschlossen und konnte so nicht mit angreifen. Durch Aufklärungsflugzeuge gewarnt, setzte der Kommandeur der 1. Panzer-Division Kirchner sofort die erste über die Maas gesetzte deutsche Panzer-Kompanie in Marsch Richtung Bulson, wo sie nach Kämpfen mit verbliebenen französischen Kräften gegen 8:45 Uhr eintraf und kurz vor den Franzosen den entscheidenden Höhenzug besetzen konnte („Wettlauf nach Bulson“). Hier traf die einzelne deutsche Panzer-Kompanie auf eine Übermacht von zwei Infanteriebataillonen des Infanterieregiments 213, die mit PaK und zwei Panzerkompanien des Panzerbataillons 7 (ausgerüstet mit leichten Panzern FCM 36) Richtung Bulson angriffen. Bald war die deutsche Panzer-Kompanie aufgerieben; als eine zweite Panzerkompanie eintraf, konnte der französische Angriff gestoppt werden. Nachdem eine weitere Panzerkompanie und Infanterie des Regiments „Großdeutschland“ eingetroffen waren, gingen die Deutschen zum Gegenangriff über und drängten die Franzosen zurück. Im Tal des Flüsschens Bar Richtung Châtel-Chéhéry war der französische Angriff an der Kreuzung östlich von Connage durch zwei Züge Pak (3,7-cm-PaK 36) des Regiments „Großdeutschland“ gestoppt worden. Auch hier wurde das Gefecht erst durch Eintreffen einer Panzerkompanie sowie 8,8-cm-Flak entschieden. Nachdem weitere Verstärkungen durch Infanterie und Sturmpioniere eingetroffen waren, gingen die Deutschen zum Gegenangriff über und trieben die Franzosen zurück nach Süden, wo sie gegen Mittag Chémery (etwa zwei Kilometer südlich von Connage) und die wichtigen Brücken über den Ardennenkanal und die Bar bei Malmy intakt erobern konnten.

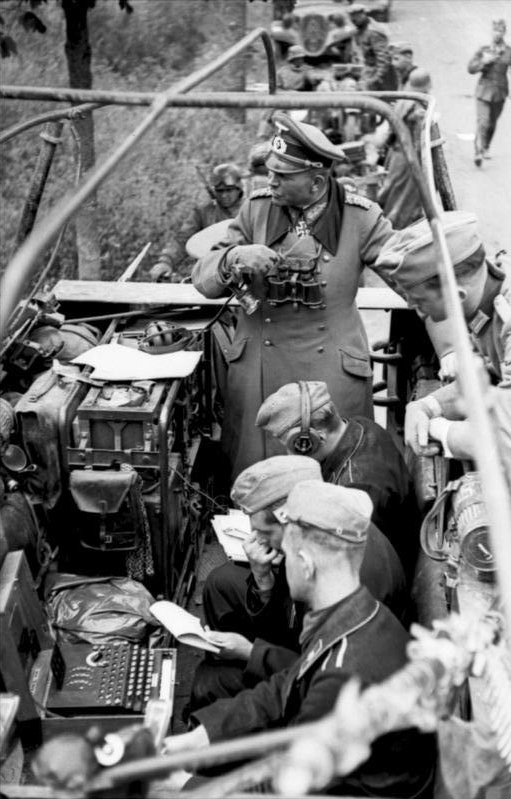
General Heinz Guderian in mittlerem Funkpanzerwagen (Sd.Kfz. 251/3) während der Schlacht bei Sedan, vorn Funker am Verschlüsselungsgerät „Enigma“

Hier entschied sich der Westfeldzug, als General Guderian gegen 14 Uhr den Befehl gab, dass die 1. und 2. Panzer-Division mit allen Kräften über die Brücken hinweg Richtung Westen angreifen sollten (zuvor hatte die 2. Panzer-Division die Brücken an der Mündung zur Maas bei Pont-à-Bar erobern können). Dabei missachtete er nicht nur den strikten Befehl seiner Vorgesetzten, die erst die Sicherung des labilen Brückenkopfes forderten, sondern auch einen Führerbefehl, der alle Aktionen nach einem erfolgreichen Maasübergang unter seinen persönlichen Befehl gestellt hatte.
Dabei ging Guderian ein großes Risiko ein, da die Franzosen starke Reserveverbände für einen Gegenangriff von Süden her im Anmarsch hatten. Bereits um fünf Uhr morgens am 14. Mai hatte der Befehlshaber der 2. Armee, General Charles Huntziger, seinen Reservedivisionen den Gegenangriff befohlen. Hierbei sollten zwei verstärkte Armeekorps (fünf Divisionen, darunter eine Panzerdivision und Restverbände des X. Korps) unter General Flavigny vom Nordrand des Bois de Mont-Dieu aus nach Norden über Chémery und Bulson auf Sedan vorstoßen. Nach zahlreichen Verzögerungen standen die Angriffstruppen gegen 17 Uhr bereit und warteten nur noch auf den Angriffsbefehl, den Flavigny aber nicht erteilte. Auf dem Weg zur Front hatte Flavigny die Straßen voller in Panik fliehender Soldaten gesehen. Als er gerade den Angriffsbefehl geben wollte, kamen Offiziere des 213. Infanterie-Regiments auf seinen Gefechtsstand, die ihm in Panik den gescheiterten Angriff der Korpsreserve schilderten und von hunderten, ja tausenden angreifenden deutschen Panzern sprachen. Da sein Vorgesetzter ihm befohlen hatte, zuerst den deutschen Durchbruch abzuriegeln und dann erst zum Gegenangriff anzusetzen, entschied er sich, zunächst das erstere zu tun und befahl seinen Divisionen, zur Verteidigung überzugehen.
Ein weiterer Versuch zum Gegenangriff wurde am 15. Mai unternommen, doch auch hier sagte Flavigny nach etlichen Verzögerungen bei der Bereitstellung seiner Truppen entnervt den Angriff ab, zumal inzwischen die 10. Panzer-Division weiter nach Süden vorgedrungen war und das strategisch wichtige hochgelegene Dorf Stonne, das Sprungbrett für den Gegenangriff, erobert hatte. Hier entschied sich eigentlich die Schlacht um Sedan, da sich die Franzosen in taktischen Gefechten um dieses Dorf verzettelten (das Dorf wechselte in drei Tagen 17 mal den Besitzer; deutsche Soldaten sprachen später von der „Hölle von Stonne“) und es so zu keinem koordinierten Gegenangriff auf Sedan mehr kam. Damit konnten die nachrückenden deutschen Panzer der Panzergruppe Kleist fast ungehindert zum Ärmelkanal vorstoßen, um die alliierten Armeen im Norden einzukesseln, womit der Feldzug praktisch entschieden war.

## Luftkämpfe
Die alliierten Luftstreitkräfte versuchten am 14. Mai, die Brücke von Floing aus der Luft zu zerstören. Aufgrund der sehr starken deutschen Flak und Konzentration von Jagdflugzeugen misslang dies unter hohen Verlusten. Ein Treffer auf dieser bis zu diesem Zeitpunkt einzigen Kriegsbrücke hätte weitreichende Folgen gehabt, da sie mit dem buchstäblich letzten Meter Pontonmaterial zusammengebaut worden war. Die Brücken der 2. und 10. Panzer-Division wurden erst in den darauffolgenden Tagen fertiggestellt, so dass letztlich alle Fahrzeuge und Panzer des XIX. Korps am 14. und 15. Mai über diese eine Brücke fahren mussten. Die hohen Verluste an Bombern führten auch dazu, dass es die alliierten Kommandeure in der Folgezeit nicht mehr wagten, ihre Bomber massiert einzusetzen. Somit errang die deutsche Luftwaffe an diesem Tag die Luftherrschaft, ein weiterer wichtiger Faktor für den deutschen Sieg.

## Folgen
Am 15. Mai besiegten deutsche Truppen die letzten französischen Abwehrkräfte, durchbrachen die alliierte Front und rückten mit hohem Tempo westwärts vor. Fünf Tage später, am 20. Mai, erreichten Panzer der Wehrmacht bei Abbeville den Ärmelkanal. Die Masse der in Belgien und Nordfrankreich stehenden alliierten Truppen wurde hierdurch eingeschlossen (Schlacht von Dünkirchen, Operation Dynamo). Die Schlacht von Sedan trug somit maßgeblich zur schnellen Niederlage Frankreichs (Waffenstillstand von Compiègne am 22. Juni 1940) bei.